# Mary Walsh
Pour les articles homonymes, voir Walsh.
Mary Walsh est une actrice, scénariste, dramaturge, productrice, metteuse en scène et réalisatrice canadienne née le 13 mai 1952 à Saint-Jean de Terre-Neuve (Canada).

## Biographie
Après des débuts dans une troupe d'amateurs, Mary Walsh intègre la Newfoundland Travelling Theatre Company (NTTC) et rencontre les futurs membres de la troupe CODCO. Elle suit les cours d'art dramatique du Ryerson Polytechnical Institute, à Toronto, et joue dans Cod on a Stick au Théâtre Passe Muraille avec la NTTC, la pièce remporte un tel succès que la CBC en enregistre une version radiophonique en 1974, suivi d'une tournée à Terre-Neuve-et-Labrador. La troupe prend alors comme nom CODCO (pour Cod Company) et décide de s'établir à Terre-Neuve.
En 1986, le groupe CODCO commence à travailler sur une série d'émissions télévisées d'une demi-heure pour CBC de 1988 à 1993, Mary Walsh utilisera une partie des pièces qu'elle a écrite pour CODCO dans cette émission intitulée Wonderful Grand Band.
Mary Walsh se produit aussi avec d'autres troupes de théâtre : le Théâtre Passe Muraille, le Centre de théâtre expérimental de Saint-Jean de Terre-Neuve (LSPU Hall), le Factory Theatre de Toronto, le Centaur Theatre de Montréal, le Centre national des arts d'Ottawa, le Grand Theatre de London (Ontario)...
Après la dissolution de la CODCO en 1993, Mary Walsh propose une revue satirique hebdomadaire de l'actualité à Salter Street Films : This Hour Has 22 Minutes. L'émission devient l'une des productions télévisées canadiennes les plus populaires, Mary Walsh y incarne elle-même certains de ses personnages mémorables. L'émission remporte dix-neuf prix Gémeaux.
Outre sa participation active à This Hour Has 22 Minutes, Mary Walsh anime également l'émission Mary Walsh: Open Book à la télévision de CBC. Elle a également la vedette dans de nombreux films et fait des apparitions à des émissions de télévision, notamment Random Passage et Dooley Gardens. Elle reçoit des grades honorifiques de l'Université Memorial de Terre-Neuve et de l'Université Trent, en 2000 elle est nommée Membre de l'Ordre du Canada.

## Filmographie

### comme Actrice
- 1979 : Up at Ours (feuilleton TV) : Verna Ball
- 1986 : The Adventure of Faustus Bidgood : Heady Nolan
- 1988 : Codco (série télévisée) : Regular
- 1992 : This Hour Has 22 Minutes (série télévisée) : Molly Maguire / Marg Delahunty / Dekey Dunn / Miss Eulalea / Ma Reardon / etc
- 1992 : Secret Nation : Oona Vokey
- 1992 : Buried on Sunday : 2nd biker
- 1993 : The Boys of St. Vincent: 15 Years Later : Lenora Pardy
- 1997 : Major Crime (TV) : Patty Reckles
- 1998 : Extraordinary Visitor : Marietta
- 1999 : The Divine Ryans : Aunt Phil Ryan
- 1999 : Dooley Gardens (série télévisée) : Marilyn Benoit
- 1999 : New Waterford Girl (en) : Cookie Pottie
- 2000 : Violet : Violet
- 2002 : Random Passage (feuilleton TV) : Mrs. Armstrong
- 2002 : Bleacher Bums (TV) : Rose
- 2002 : Pour quelques minutes de bonheur (Behind the Red Door) : Anna
- 2003 : This Hour Has 22 Minutes: New Year's Eve Special (TV)
- 2003 : Mambo italiano : Lina Paventi
- 2004 : Geraldine's Fortune : Rose
- 2005 : Hatching, Matching, & Dispatching (série télévisée) : Mamesanne Furey
- 2008 : Elle court, elle court... la rumeur (The One That Got Away) (TV) : Carolyn Johnson Wright
- 2016 : Slasher : Le Bourreau (Slasher: Seven Deadly Sins) (TV)  : Verna McBride
- 2025 : The Institute

### comme Scénariste
- 2005 : Hatching, Matching, & Dispatching (série télévisée)
- 1998 : This Hour Has 22 Minutes: New Year's Eve Special (TV)
- 2003 : This Hour Has 22 Minutes: New Year's Eve Special (TV)
- 2005 : Bailey's Billion$

### comme Productrice
- 1988 : Codco (série télévisée)
- 2002 : Mary Walsh: Open Book (série télévisée)